# Dušan Bole
Dušan Bole, slovenski partizan in prvoborec, * 10. november 1908, Misliče, † 10. april 2002.
V Zagrebu in Beogradu je sodeloval v naprednem študentskem gibanju (1926-1933), bil 1934 obsojen na eno leto strogega zapora v Sremski Mitrovici in tam sprejet v Komunistično partijo Jugoslavije. Leta 1941 vstopil v narodnoosvobodilno borbo. Med NOB je bil sekretar mestnega komiteja partije v Banji Luki, sodeloval v agitproppu pri operativnem štabu za Bosansko krajino in bil urednik glasila Naša borba, nato v Sloveniji član okrožnega komiteja Bele krajine in oblastnega komiteja Komunistične partije Slovenije za Štajersko. Po koncu vojne je bil med drugim glavni urednik Ljudske pravice (1951-1958), direktor politične šole Centralnega komiteja in do 1964 profesor na Visoki politični šoli. Za udeležbo v narodnoosvobodilni borbi je prejel več odlikovanj.

## Odlikovanja
- red za hrabrost
- red bratstva in enotnosti s srebrnim vencem
- red zaslug za ljudstvo s srebrno zvezdo
- partizanska spomenica 1941